# Emil Sandström
Alfred Emil Fredrik Sandström, född 11 oktober 1886, död 6 juli 1962, var en svensk jurist och ordförande för Röda Korset.

## Biografi
Sandström hade en lång nationell och internationell karriär med både juridiska och humanitära uppdrag. Han var bland annat ledamot av de blandade domstolarna i Egypten 1918–1926, fdomare vid Permanenta skiljedomstolen i Haag från 1946, justitieråd 1931–1933 samt 1935–1943 och ordförande i Internationella Röda korsets kommitté för hjälpverksamhet i Grekland 1943–1945. År 1947 var han ordförande i Förenta Nationernas Palestinakommission som framlade den så kallade Sandström-planen för Brittiska Palestinamandatets delning. År 1948 blev han ledamot av Förenta Nationernas kommission för folkrättens kodifiering (International Law Commission). Han var först ordförande för Svenska Röda Korset, för att sedan vara ordförande för Internationella Röda Korset mellan 1950 och 1959. Han blev kommendör med stora korset av Nordstjärneorden 1940.